# Rheinisches Feuerwehrmuseum

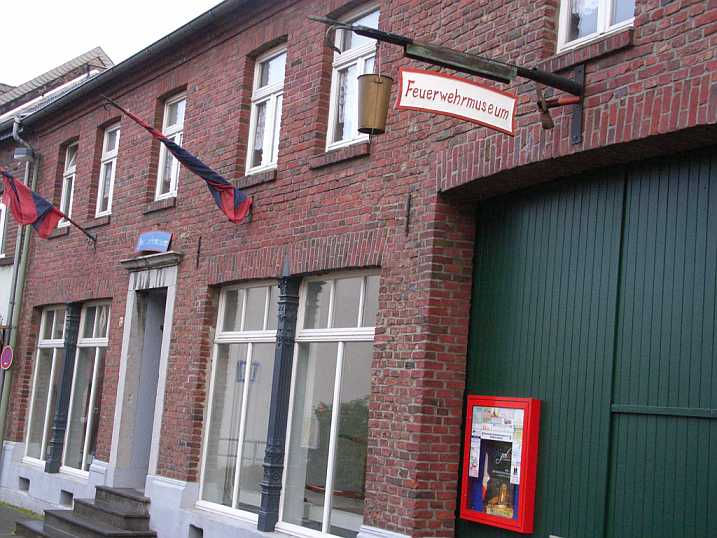
Feuerwehrmuseum an der Hauptstraße

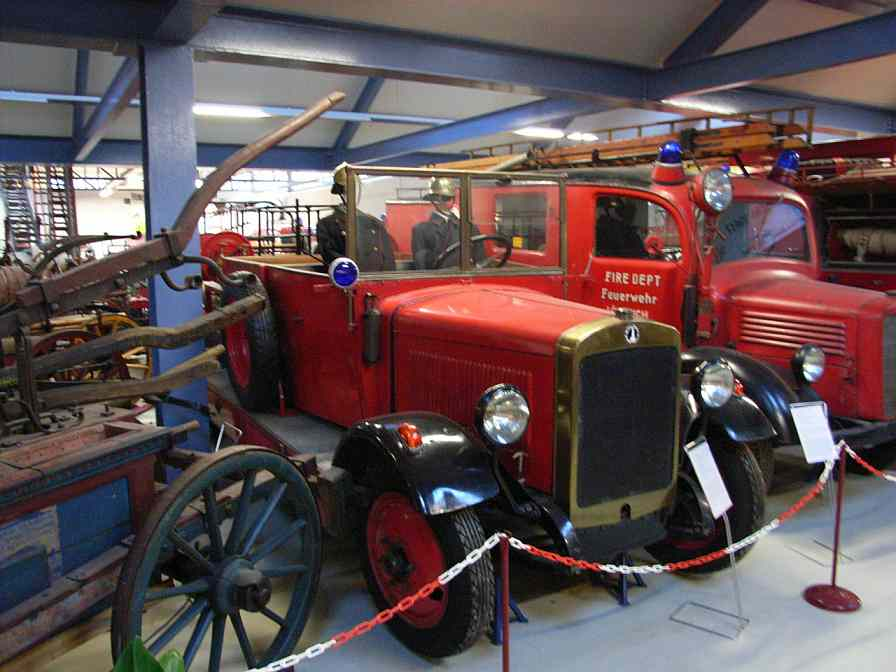
Fahrzeuge im Feuerwehrmuseum

Das Rheinische Feuerwehrmuseum im Erkelenzer Ortsteil Lövenich wurde am 28. Mai 1994  im Dorfzentrum, Hauptstraße 23, eröffnet. Das städtische Museum zum Thema Feuerwehr ging aus der privaten Sammlung von Peter Höpgens hervor und wird heute vom Verein Rheinisches Feuerwehrmuseum Lövenich e.V. betrieben. Zum Museumskomplex gehören ein ehemaliges Wohnhaus, das heute unter Denkmalschutz steht, und die Halle einer ehemaligen Reparaturwerkstatt eines Landmaschinenhändlers, verbunden durch einen Innenhof. Neben der Dauerausstellung werden in einem Schaufenster regelmäßig Wechselausstellungen präsentiert.

## Exponate
Das Museum hat rund 4000 Exponate, von denen 2500 Stück für die Besucher zugänglich sind, die übrigen befinden sich im Depot.
Die ältesten Stücke stammen aus dem 15. Jahrhundert. Löscheimer aus Leinen, Leder oder Holz werden gezeigt. 21 Feuerwehrfahrzeuge aus den Jahren 1930 bis 1965 und neun Handdruckspritzen aus dem 17. bis 20. Jahrhundert stehen im Museum. Löschgeräte und -requisiten, Drehleitern,  eine Sammlung von Uniformen und 450 Helmen aus verschiedenen Ländern werden auf einer Fläche von 1500 m² präsentiert.
Ein Buch von 2014 nennt 15 Lastkraftwagen und Omnibusse, 1 Auto, 1 Fahrrad, 20 Motoren und als Besonderheit einen Leiterwagen von 1930.

## Angebote für Kinder
Ein großer Spielraum ist vorhanden. Kinder können sich hier Feuerwehruniformen anziehen und  in einem großen Holzfeuerwehrauto spielen. Kindergeburtstage können stattfinden. 1998 wurde dem Feuerwehrmuseum die Anerkennungsurkunde „kinderfreundlich“ verliehen.

## Veranstaltungen
- Weihnachtsmarkt am dritten Adventswochenende

## Route gegen das Vergessen
Das Museum ist eine Station der Erkelenzer Route gegen das Vergessen. Eine Gedenktafel erinnert an die Gleichschaltung der Freiwilligen Feuerwehren während der NS-Diktatur. Der Brandmeister aus Katzem Josef Vaehsen musste Oktober 1933 sein Amt aufgeben. In Venrath kam der französische Kriegsgefangene Leon Serres bei Löscharbeiten  am 31. August 1943 um.